# Arnau de Torroja
Arnau de Torroja (parfois francisé en Arnaud de Toroge dans les anciennes études) est maître de l'Ordre du Temple de 1180 jusqu'au 30 septembre ou le 7 octobre 1184[réf. souhaitée].

## Biographie
Le Catalan Arnau de Torroja, natif de Solsona vers 1122 fut maître de la province de Provence et partie des Espagnes avant d'être élu à la tête de l'Ordre à la fin de l'année 1180, pour succéder à Eudes de Saint-Amand, mort en captivité à Damas.
Il a plus de 70 ans lors de son élection, mais c'est un homme rompu à la discipline et au fonctionnement de l'Ordre. Présent surtout en Espagne durant la Reconquista, il ne connaît pas, ou très mal, la situation politique des États latins d'Orient.
Sa maîtrise est marquée par des querelles que se livrent entre eux Templiers et Hospitaliers, dont l'influence et le pouvoir politique ne cessent de grandir. Arnau de Torroja accepte la médiation du pape Lucius III et du roi de Jérusalem Baudouin IV pour mettre un terme à ces querelles fratricides.
En 1184, la situation politique dégénère encore lorsque Renaud de Châtillon, aidé par des Templiers et des Hospitaliers, ravage pour son propre compte des territoires musulmans en Transjordanie. Il devra encore faire preuve d'une grande sagesse politique pour arriver à négocier un arrêt des hostilités avec Saladin, prêt à venger les incursions mortelles de Renaud de Châtillon.
Cette année-là, Arnau de Torroja accompagné d'Héraclius, patriarche latin de Jérusalem et du grand maître de l'Hôpital Roger de Moulins se rend en Europe afin de plaider, auprès des rois et du pape, l'envoi d'une nouvelle croisade pour renforcer les États latins d'Orient qui sont à la merci de la puissance grandissante de Saladin, le réunificateur du monde musulman. C'est ainsi que va s'établir l'ordre des Hospitaliers en Angleterre, en France et en Allemagne mais au cours de ce voyage, Arnau de Torroja tombe malade et meurt à Vérone le 30 septembre 1184, alors qu'il se rend chez le pape Lucius III.

## Les hommes de son temps
Au cours de sa vie et comme maître de l'ordre du Temple, Arnau de Torroja a côtoyé des hommes remarquables :
- Alphonse II d'Aragon qui fit donation de nombreux biens à l'ordre du Temple.
- Amaury Ier de Jérusalem et Bertrand de Blanquefort pendant leur première expédition en Égypte.
- Guillem de Torroja (ca), son frère, évêque de Barcelone (1144-1171) puis archevêque de Tarragone (1171-1174).